# ینگی‌کند خانه‌برق
ینگی‌کند خانه‌برق یکی از روستاهای استان آذربایجان شرقی است که در دهستان بناجوی غربی بخش مرکزی شهرستان بناب واقع شده‌است.این روستا ۸۵۳ نفر جمعیت دارد.

## اقلیم
همه ساکنان این روستا آذربایجانی هستند و به زبان ترکی آذربایجانی سخن گفته و پیرو دین اسلام و مذهب شیعهٔ دوازده‌امامی‌اند.

## موقعیت جغرافیایی
روستا در ۳کیلومتری جنوب غربی شهرستان بناب میباشد.از شمال به رود صوفی چای، از جنوب به روستای خانه برق ، از شرق به زمینهای کشاورزی و از غرب با روستای قشلاق سالاری و زمینهای کشاورزی محدود میشود.

## زمین شناسی
زمینهای کشاورزی محدود و ابی دارد.که البته با رشد جمعیت و بزرگ شدن روستا،زمینهای زیادی ،تغییر کاربری شده اند.تغییر مسیر دائمی رودخانه صوفی چای و ته نشین شدن  رسوبات حاصلخیز ، زمینهای مرغوبی را نصیب این روستا کرده است.

## تحصیلات
سطح تحصیلات در این منطقه تقریبا در حد بالایی می باشد.